# Heather Rabbatts
Heather Victoria Rabbatts (Kingston, 6 de diciembre de 1955) es una abogada, empresaria y locutora británica de origen jamaicano, que se destacó como Directora Ejecutiva del Municipio de Lambeth, siendo en su momento la más joven del país en dicho cargo.

## Biografía

### Primeros años y educación
Nacida en la capital de Jamaica, se mudó a Reino Unido a la edad de tres años. Dejó la escuela y asistió a clases nocturnas para terminar sus estudios secundarios. Asistió a la London School of Economics y se convirtió en barrister en 1981.

### Carrera
Desde 1987 trabajó en el gobierno local de Hammersmith y Fulham, convirtiéndose en Directora Ejecutiva Adjunta de dicho municipio en 1989. Se convirtió en la Directora Ejecutiva de Merton antes de ser nombrada con el mismo cargo en Lambeth en 1995, desempeñándose allí hasta marzo de 2000 cuando decidió fundar una consultoría como copresidente.
Se desempeñó como gobernadora de la BBC entre 1999 y 2001, pero renunció tras ser nombrada en Channel 4 donde fue gerente general de los programas de educación y negocios. Es Gobernadora de la London School of Economics, está asociada a The King's Fund (un think tank dedicado a temas de salud) y miembro de la junta directiva del Consejo Británico.
El 3 de mayo de 2006 fue designada como Vicepresidenta Ejecutiva de Millwall Football Club y el 27 de octubre de 2006, como Presidenta Ejecutiva de Millwall Holdings plc., asumiendo el cargo de Peter de Savary. El 22 de diciembre de 2011 se convirtió en la primera mujer en ser nombrada directora de The Football Association.
En febrero de 2013 fue considerada como una de las 100 mujeres más poderosas en el Reino Unido por Woman's Hour en BBC Radio 4. En abril del año siguiente fue jurado en la misma selección del año 2014.
El 1 de junio de 2015, dimitió del comité de lucha contra la discriminación de la FIFA tras la reelección de Joseph Blatter como presidente.

## Distinciones
Fue nombrado comendador de la Orden del Imperio Británico (CBE) en los Honores de Año Nuevo de 2000 y dama comendadora de la Orden del Imperio Británico (DBE) en los Honores de Año Nuevo 2016 por servicios al fútbol y la igualdad de género. En 2016 fue seleccionada como una de las 100 mujeres de la BBC.